# Uraninit
Uraninit är ett radioaktivt uranoxidmineral som i regel bildar en glänsande svart till brunsvart eller grönsvart massa. Uraninit förekommer ofta i mikrokristallin form, så kallat pechblände. Namnet uraninit används för kristalliserade varianter av UO2.
I sällsynta fall uppträder det som kristaller, företrädesvis i formerna 100 (kub) 111 (oktaeder) och 110. Det är ett viktigt malmmineral för utvinning av uran. På grund av uranatomernas långsamma sönderfall men även vittring, varierar den kemiska sammansättningen.

## Etymologi och historia
Mineralet var känt i södra Sachsen, Tyskland, före 1500-talet (Plumbago sterilis pici similis Bechblende) som pechblende, ett tungt och glänsande mineral men som inte gav någon eftersökt metall. I mineralet upptäckte Martin Heinrich Klaproth 1789 ett grundämne som han först kallade uranit men strax därefter blev uran eller uranium på många andra språk. Under 1700-talet och 1800-talet har mineralet haft flera olika namn för att 1868 ges namnet uraninit av James Dwight Dana.

## Egenskaper
Genom sin uranhalt, som kan uppgå till 88,15%, är uraninit en av de starkaste naturliga källorna till joniserande strålning. Uranisotoperna 238U och 235U sönderfaller i var sin serie via flera dotternuklider till de stabila blyisotopena 206Pb respektive 207Pb. Uraninit innehåller därför alltid en viss halt bly som, alltefter geologisk ålder, kan uppgå till mer än 16 % PbO. Uraninit kan även innehålla helium men eftersom det är en ädelgas har den en benägenhet att förflyktigas varför halten kan variera starkt.
Efter en tillräckligt lång tid, sedan uranitkristallen bildandes, råder så kallad radioaktiv jämvikt – förhållandet mellan seriens olika dotternukliders halter är konstant. I sådan uraninit i ren form uppgår den specifika aktiviteten till cirka 158 MBq/kg Därför bör uraninit endast förvaras eller bearbetas med beaktande av säkerhetsåtgärder.
Genom den egna radioaktiviteten blir uraninit metamikt vilket betyder att den kubiska kristallstrukturen efterhand blir mer eller mindre förstörd och betraktas då som amorf. Rester av kristallstrukturen kan dock ge utslag i röntgendiffraktogram. Spaltbarheten, om än sällan urskiljbar, går förlorad och brottet blir mussligt. Färskt brott är svart med beck- eller fettglans men blir matt med ökad syreinnehåll (oxidationsgrad). Densiteten varierar mellan 10,63 och 10,95 g/cm3 men kan med ökad ålder och ökad halt sönderfalls- och vittringsprodukter sjunka tydligt under 7 g/cm3. Några av vittringsprodukterna kan ha grälla färger (röd, gul, sällan grön).

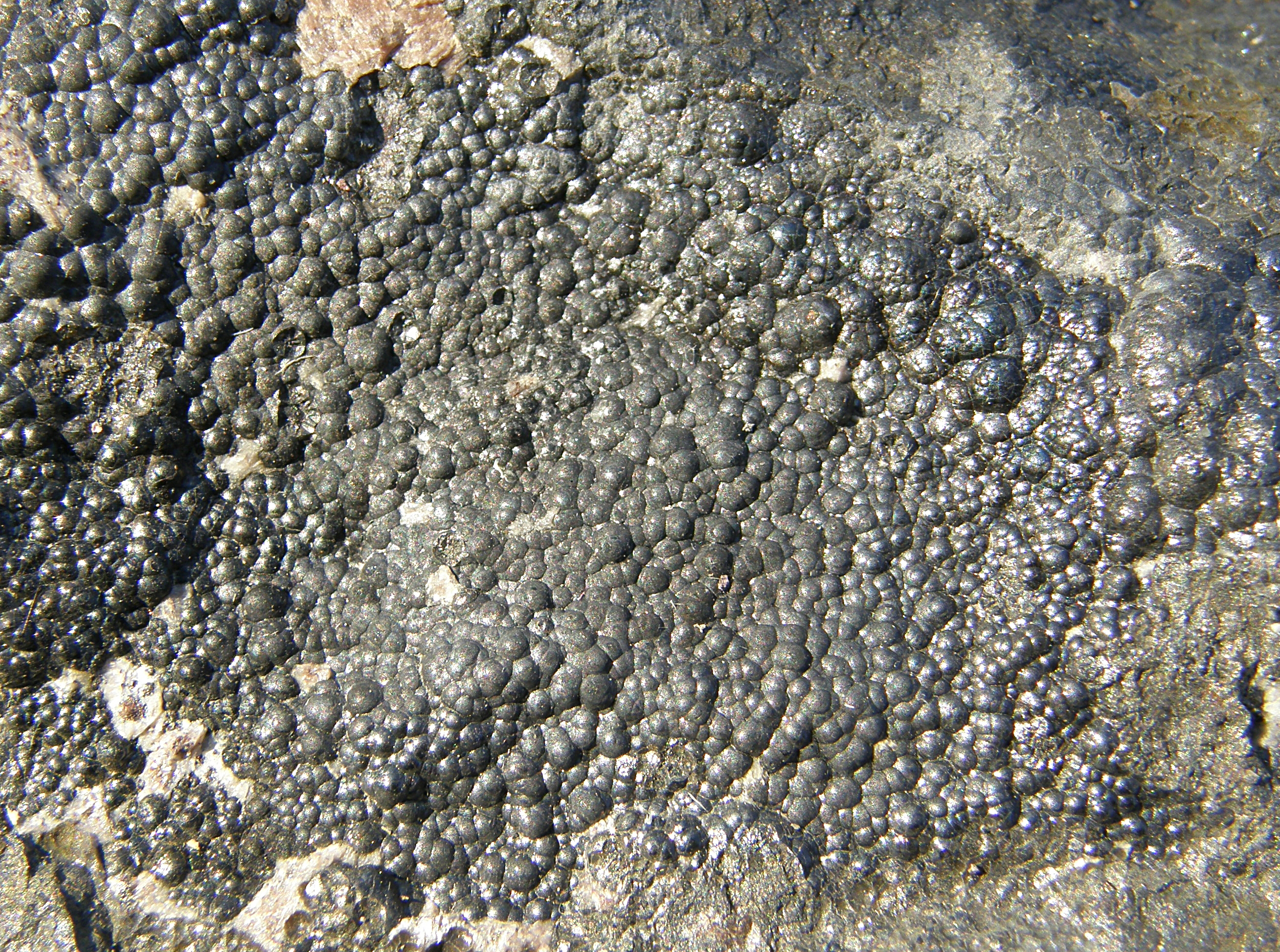
Pechblände från Niederschlema-Alberoda, Tyskland

Uraninit kan ta upp syre tills sammansättningen motsvarar UO2,6 (pechblände) Det brukar traditionellt anges som ett tillskott av syre i form av UO3 (sexvärt uran) eller U3O8. Förhållandet uran-syre är komplicerat.
Uraninit bildar en kontinuerlig serie med thorianit ThO2. Uraninit kan även innehålla sällsynta jordartsmetaller.
Uraninit kristalliserar i fluoritstruktur.
UO2 är termodynamiskt stabil i måttligt sur till alkalisk reaktion under reducerande (-0,7 till +0,4 V gentemot H2/H2O) förhållande och 10-4 mol/liter av U.
Uraninit fluorescerar inte under ultraviolett strålning men om mineralet har börjat vittra, kan sekundära uranmineral ge ett gensvar.

## Förekomst och utvinning
Mineralet uraninit uppträder i eruptiva bergarter såsom granit och syenit. I dessa bergarters pegmatiter eller hydrotermala gångar kan det bildas malm som innehåller i genomsnitt 50 % U3O8 och är förorenad av vismut, bly, järn, kalcium och svavel. Vissa ämnen uppträder som mekaniska föroreningar. 
Dessutom finns mindre mängder av radioaktiva ämnen som radium, polonium och aktinium, vilka uppkommit genom radioaktivt sönderfall av uran.
Uraninit/pechblände i alunskiffer förekommer bundet till kolrika kemiska föreningar.
Andra viktiga fyndigheter har hittats i sedimentära sandstenar. 
Uraninit och pechblände förekommer i en del svenska järngruvor, till exempel Stripa i Västmanland
Viktiga förekomster finns i St Joachimsthal där malmen brutits sedan 1856 för tillverkning av uranfärger, sedan 1907 för framställning av radium och senare för utvinning av uran.
I Cornwall, England, i Norge och i Kaukasus finns också mindre fyndigheter. I Kanada och Östafrika, där det finns mycket ren malm med ca 88% U3O8, är fyndigheterna större.
I Katanga i Demokratiska republiken Kongo  (Kongo-Kinshasa) fanns mycket viktiga förekomster av flera malmvarianter. De betecknas som torbernit, curit och kasolit: gröna och gula uransalter av koppar och bly. Sedan brytningen började i Katanga har stora delar av världens radium kommit därifrån. Urangruvan Shinkolobwe i Katanga spelade en stor roll för uranleverans till Manhattanprojektet. Gruvan stängdes officiellt 2004.

## Användning
Uraninit och pechblände är viktiga malmmineral för utvinning av uran. Uran och uranföreningar används till kärnbränsle men även till kärnvapen.
Huvuddelen av världens uraninit går numera till utvinning av uran för framställning av kärnbränsle. Kanada, USA, Australien, Kina och Kazakstan är de främsta aktörerna. Utvinningen sker genom anrikning och lakning av malmen i anslutning till gruvan för framställning av yellowcake, som är en mellanprodukt på vägen till rent uran. Uraninit och pechblände har använts för utvinning av grundämnet radium. Utbytet är 0,34 g radium per ton uran.